# Dyscia albirosea
Dyscia albirosea är en fjärilsart som beskrevs av Rothschild 1911. Dyscia albirosea ingår i släktet Dyscia och familjen mätare. Inga underarter finns listade i Catalogue of Life.